# Laura Dickinson
Laura Elsie Dickinson (Azusa, 23 de septiembre de 1979) es una actriz y cantante estadounidense, reconocida por cantar algunas de las canciones de programas del Disney Channel como Phineas and Ferb, Sofia the First y Jake and the Never Land Pirates. El 12 de diciembre de 2014 publicó su álbum debut, titulado One for My Baby – To Frank Sinatra with Love, bajo el sello Music & Mirror Records en celebración del cumpleaños número 99 del popular cantante Frank Sinatra.
En 2007 se unió al grupo musical Spiritualized en su gira Acoustic Mainlines, que finalizó en el Festival de Música y Artes del Valle de Coachella. Realizó los coros en su álbum, Sweet Heart Sweet Light (2012), y salió de gira con ellos a través de América del Norte en mayo de 2012. La gira incluyó una aparición en el programa de variedades Late Night with David Letterman y concluyó encabezando el Festival de Música de Sasquatch.